# Львівське (Казахстан)
Льві́вське (каз. Львовское) — село у складі Жаркаїнського району Акмолинської області Казахстану. Адміністративний центр та єдиний населений пункт Львівської сільської адміністрації.
Населення — 296 осіб (2021; 371 у 2009, 764 у 1999, 1226 у 1989).
Національний склад станом на 1989 рік:
- росіяни — 41 %.

У радянські часи село називалось Совхоз Львівський.